# Les Carabiniers
Pour plus de détails, voir Fiche technique et Distribution.
Les Carabiniers est un film franco-italien de Jean-Luc Godard sorti en 1963.
Le scénario, coécrit par Jean Gruault et Roberto Rossellini, est tiré d'une pièce originale de l'antifasciste Beniamino Joppolo, I soldati conquistatori, écrite en 1945. 
Les Carabiniers raconte l'histoire de deux hommes pauvres appelés pour se battre à la guerre et qu'on trompe en leur promettant toutes les richesses du monde. La représentation idéaliste qu'ils se faisaient de la guerre partira en morceaux car ils reviendront toujours aussi pauvres, et passeront de bourreaux à victimes.

## Synopsis
Deux frères (Ulysse et Michel-Ange) reçoivent, signées par le roi de leur pays, une lettre de mobilisation qui leur accorde une liberté complète tant qu'ils seront soldats : ils auront tout ce qu'ils désirent (piscines, voitures de sport, femmes, etc., le tout aux frais de l'ennemi).
Ils quittent alors leur mère (Cléopâtre) et leur soeur (Vénus) pour devenir des carabiniers. Traversant champs de bataille et villages, ils détruisent et pillent tout leur saoul, puis relatent leurs exploits aux deux femmes en leur envoyant des cartes postales rapportant les horreurs des batailles.
En Italie, ils s'en prennent à un homme âgé ainsi qu'à une jeune femme et sa petite fille. Ils vont dans le nord de la Silésie. Ils exécutent trois otages, deux hommes et une femme croisés dans la rue.
Ils sont en Égypte. C’est le troisième printemps de la guerre. Ils sont à Rostov. Ils réquisitionnent un immeuble et tuent une concierge. Ils font descendre un homme de sa Cadillac et emmènent sa compagne, une Mexicaine (l'homme n'étant pas mexicain, cela inspire à Ulysse un jeu de mots : « je n’ai jamais vu un mec si con »). À Santa Cruz, Michel-Ange va au cinéma. Il est visiblement peu coutumier du grand écran : il est effrayé par l'entrée d'un train en gare, s'amuse d'un sketch où un homme lit Super Boy à son fils avant de se fâcher contre lui, et est vivement émoustillé par le troisième court-métrage, Le bain de la femme du monde, au point de marcher vers l’écran quand la femme du monde plonge nue dans la baignoire, et de déchirer l'écran en cherchant à la toucher.
Au cours d'une opération menée avec quelques hommes de la Légion Condor, ils déjouent une attaque de partisans et capturent une révolutionnaire, une jeune femme blonde. Attachée contre un mur face aux soldats qui la mettent en joue, elle cite Lénine puis récite un poème de Maïakovski. Après l’exécution, il faut encore lui donner plusieurs coups de grâce pour parvenir à l'achever. 
Un jour, Ulysse veut obtenir une Maserati sans payer, mais la lettre du roi n'a aucune valeur aux yeux du concessionnaire ; il tente alors d'extorquer de l'argent auprès de deux femmes puis d'un passant qui s'apprête à monter dans sa voiture, avant de finalement poignarder un homme et de le dépouiller. 
Après tous ces périples, ils rentrent à la maison. Ulysse est borgne mais heureux avec une petite valise remplie de cartes postales qui représentent des splendeurs du monde. Pour eux, ce sont autant de titres de propriété qu'ils pourront échanger une fois les combats terminés. Mais les responsables militaires les informent qu'ils devront attendre que la guerre soit terminée pour recevoir leur solde. Un jour, le ciel explose en feux d'artifice et ils se précipitent vers la ville, croyant que c'est la fin de la guerre. Mais ils apprennent par leurs supérieurs que le roi a été renversé et que les criminels de guerre doivent être châtiés. Ils sont alors fusillés pour leurs crimes.

## Fiche technique
- Titre : Les Carabiniers
- Réalisation, adaptation, dialogues : Jean-Luc Godard
- Scénario : Jean-Luc Godard, Jean Gruault et Roberto Rossellini d'après la pièce Les Carabiniers de Beniamino Joppolo
- Musique : Philippe Arthuys
- Image : Raoul Coutard
- Montage : Agnès Guillemot
- Assistants réalisateur : Charles Bitsch et Jean-Paul Savignac
- Son : Jacques Maumont
- Décors : Jean-Jacques Fabre
- Pays de production :  France
- Format : Noir et blanc
- Tournage : région parisienne de décembre 1962 à janvier 1963
- Durée : 78 minutes
- Date de sortie : France - 31 mai 1963

## Distribution
- Marino Masè : Ulysse
- Patrice Moullet (sous le nom d'« Albert Juross ») : Michel-Ange
- Geneviève Galéa : Vénus
- Catherine Ribeiro : Cléopâtre
- Jean Brassat et Gérard Poirot : les deux carabiniers qui apportent la lettre de mobilisation
- Jean-Louis Comolli : le carabinier à l'anguille
- Alvaro Gheri : un carabinier
- Jean Monsigny : un carabinier
- Gilbert Servien : un carabinier
- Odile Geoffroy : la révolutionnaire
- Wladimir Faters : un révolutionnaire
- Barbet Schroeder : le vendeur de voitures
- Jean Gruault : le père qui lit Super Boy à son fils
- Catherine Durante : la femme du monde qui prend un bain
- Roger Coggio et Pascale Audret : le couple dans une voiture

## Production
Le scénario est tiré d'une pièce originale de l'antifasciste Beniamino Joppolo, I soldati conquistatori, écrite en 1945 ; Jean Gruault et Roberto Rossellini avaient résumé l'intrigue de la pièce de Beniamino Joppolo à Godard. Gruault avait déjà travaillé avec Rossellini sur le scénario de Vanina Vanini, film tourné par Rossellini en 1961.
Le projet prend forme à la mi-mai 1962, lors d'une des séances de discussion animées par Rossellini à l'hôtel Raphaël à Paris, auxquelles Godard participe parfois. L'idée serait de réaliser une double mise en scène du texte de Joppolo, rebaptisé I carabinieri à l'occasion de sa publication dans Filmcritica en 1959 : Godard pour le grand écran, Rossellini pour le théâtre au Festival dei due mondi à Spolète. Godard rencontre à plusieurs reprises à l'automne de la même année Beniamino Joppolo, qui vit à Paris (il y mourra l'année suivante), mais ne lit jamais la pièce italienne originale. La pièce de Rossellini a été critiquée à Spolète, et même retirée du programme en raison des protestations véhémentes des Carabiniers italiens.
Le film est dédié à Jean Vigo. Les cartons écrits apparaissant au cours du film, qui nous donnent à lire le texte des cartes postales que les carabiniers envoient du front à Vénus et Cléopâtre, sont, selon Godard, recopiés « mot à mot » de véritables lettres de soldats de la campagne d'Espagne (1803-1813) et de la bataille de Stalingrad (1942-1943), ainsi que de circulaires du chef des SS durant le Troisième Reich, Heinrich Himmler.

### Attribution des rôles
Godard qui voulait travailler avec Anna Karina, est déçu de constater qu'elle est prise sur un autre tournage, Dragées au poivre de Jacques Baratier. Il décide alors de n'engager que des acteurs peu ou pas connus, comme il le note « Pour Machiavel [futur Ulysse, joué par Marino Masè], le visage d'un échappé de Sing Sing, quelque chose d'à la fois vicieux et brutal ; Michel-Ange est plus jeune, et se présente comme un complet idiot avec de temps en temps des éclairs sournois sous les paupières ».
L'acteur qui interprète le rôle de Michel-Ange sous le nom d'« Albert Juross » est Patrice Moullet, frère du cinéaste Luc Moullet, pour qui il a aussi été acteur à deux reprises. 
Catherine Ribeiro rencontre François Truffaut au cours d'art dramatique qu'elle suit à Paris ; c'est lui qui lui présente Godard, et d'une lettre qu'il lui adresse en juin 1973, on déduit que la future chanteuse est devenue pendant le tournage la maîtresse de Godard, alors marié à Anna Karina. Sur le tournage, Patrice Moullet rencontre Catherine Ribeiro, qui va devenir sa compagne pendant plusieurs années et avec qui il entame une longue collaboration dans le domaine musical.
L'actrice jouant Vénus, Geneviève Galéa (de son vrai nom Geneviève Guillery), mannequin et modèle d'origine italo-grecque, est la mère de l'actrice Emmanuelle Béart.

### Tournage
Le tournage se déroule en quelques jours, du 10 décembre 1962 au 5 janvier 1963, en région parisienne : dans le Val-de-Marne et près de l'aéroport d'Orly. Les scènes de combat sont toutes reproduites avec des images d'archives (à l'instar de ce qu'avait fait François Truffaut dans Jules et Jim) : avions, bateaux, bombardements et bâtiments effondrés.

« Il n'y avait pas d'argent du tout, et toutes les anecdotes sur Les Carabiniers sont liées à cela. Sur ce film sont arrivées énormément d'aventures. Mais ce tournage aventureux avait été souhaité par Godard. Par exemple, c'est le seul film où il a décidé d'emblée que la caméra Cameflex serait entièrement tenue à la main, et nous n'avons même pas pris de pied chez le loueur de matériel »

— Charles Bitsch, assistant-réalisateur

## Accueil critique
Les Carabiniers se veut une réflexion profonde sur la violence de la civilisation occidentale. Il a pourtant été boudé par le public et universellement détesté par la presse à la sortie, de L'Humanité à Minute en passant par France-Soir, Le Figaro, Le Monde ou Libération. Louis Chauvet dans Le Figaro écrit à propos de Godard : « daignera-t-il un jour prendre son métier au sérieux ? » et Jean Rochereau lance au cinéaste la phrase « ça se soigne, mon vieux ! ».
Jean de Baroncelli, grand défenseur du premier film de Godard, À bout de souffle, est cette fois sévère : « Voilà bien le film le plus irritant de l'année. Jamais encore Jean-Luc Godard n'avait manifesté avec tant d'arrogance son mépris du cinéma traditionnel et des spectateurs, jamais encore il n'avait si furieusement donné libre cours à son goût de la provocation. Comment les spectateurs vont-ils réagir devant ces Carabiniers ? Assez mal, j'imagine. Les mieux intentionnés parleront de « pochade brechtienne », les autres de « scandaleux canular » ».
Claude Ollier dans Le Mercure de France reconnaît tout de même que « Les Carabiniers est un film où la guerre est enfin bête, enfin laide, enfin ignoble, enfin décousue, enfin écœurante, enfin petite. Nous voilà très loin des cruautés photogéniques. En vérité, Jean-Luc Godard s'est dévoué : il est le premier auteur d'un film sur la guerre qui ait osé se rendre odieux ».
Godard lui-même formule des déclarations approchantes : « Les Carabiniers n'a même pas été un échec, il n'a rien été du tout. Je ne m'y attendais pas. Je pense que c'était un film sur la guerre vraie et les gens n'ont pas supporté. Ils n'ont aucune envie de voir la guerre ou alors ils veulent bien la voir comme dans Le Jour le plus long. Là, ils sont très fiers, ils ont l'impression qu'ils ont fait le débarquement, qu'ils ont battu 15 millions d'Allemands, qu'ils sont entrés dans Berlin… Ça, ils sont ravis. Ça m'a beaucoup atteint personnellement. Je me suis dit que ce film était une erreur complète : je voulais apprendre quelque chose aux gens en les intéressant, sous forme de spectacle. Non seulement cela ne les a pas intéressés, mais ils se sont méfiés et ils ne sont même pas entrés dans la salle ».
Des années plus tard, il est clair que ce film, « aussi sale et cru que son sujet, à mi-chemin entre Brecht et le Jarry d'Ubu roi », met à nu l'essence du phénomène de la guerre, qui conduit à une régression vers un « degré zéro » de l'humanité. Godard rend la brutalisation causée par la guerre avec une étonnante économie de moyens ; sa sordidité est rendue par la crudité des images, un 16 mm qui semble avoir été dupliqué plusieurs fois d'une copie à l'autre, presque comme un film d'amateur même s'il est dû à une grande habileté technique, avec l'intention d'éliminer la gamme des gris. L'effet rappelle dans certaines scènes le néoréalisme du Païsa de Rossellini et dans d'autres, notamment dans la scène avec les partisans, les films soviétiques des années 1930.

« Le film le plus profondément anarchique que le cinéma français nous ait donné, personnel et touchant : des qualités dangereuses qu'on lui fera payer cher. »

— Pierre Marcabru